# Who Owns My Heart
Singles de Miley Cyrus
Can't Be Tamed We Can't Stop
Pistes de Can't Be Tamed
Liberty Walk Can't Be Tamed
Who Owns My Heart est une chanson interprétée par la chanteuse-auteure-compositrice-interprète américaine Miley Cyrus, sortie en single en novembre 2010.

## Classement hebdomadaire
| Classement (2010)                      | Meilleure position |
| -------------------------------------- | ------------------ |
| Allemagne (Media Control AG)           | 24                 |
| Autriche (Ö3 Austria Top 40)           | 35                 |
| Belgique (Flandre Ultratop 50 Singles) | 2                  |